# Мимолётности (балет)
«Мимолётности» — балет в одном действии Касьяна Голейзовского на музыку Сергея Прокофьева.
«Мимолётности» — произведение под первоначальным названием «Visions fugitives» было задумано Прокофьевым и Голейзовским в виде вереницы возникающих на мгновение и исчезающих видений, призраков, событий, случайных встреч.

«Новая форма музыки влечёт новую форму движения»— Касьян Голейзовский
В 1922 году Голейзовский поставил отдельные хореографические номера на музыку Сергея Прокофьева в Камерном театре, в 1927 году состоялся вечер постановок Касьяна Голейзовского в исполнении артистов Большого театра (художники Н. Мусатов и Б. Эрдман).
Через много лет, в 1968 году, из отдельных хореографических номеров Голейзовский поставил балет «Мимолётности» на артистов ансамбля «Молодой балет».
Премьера состоялась 1968 году в Москве на сцене зала Чайковского. Затем балет исполнили артисты театра им. Кирова Г.Покрышкина, Н. Янанис, И. Хилова, А. Клопцов, Н. Аподиакос, Г.Шрейбер

## Музыкальные номера
Мимолётности — цикл коротких фортепианных пьес, написанных Сергеем Прокофьевым между 1915 и 1917 годами. Премьера состоялась 15 апреля 1918 года в Петрограде.
Порядок номеров
1. «Утро жизни» — Мимолетности: 1-Lentamente, 2-Andante, 3-Allegretto
2. «Смятение» — Мимолетности: 4-Animato, 5-Molto giocoso
3. «Загадка» — Мимолетности: 6-Con eleganza, 7-Pittoresco (Arpa)
4. «Мираж» — Мимолетности: 8-Commodo, 9-Allegro tranquillo
5. «Гримасы» — Мимолетности: 10-Ridicolosamente, 11-Con vivacità
6. «Мудрец» — Мимолетности: 12-Assai moderato, 13-Allegretto
7. «Промельки» — Мимолетность: 14-Feroce
8. «Спор» — Мимолетность: 15-Inquieto
9. «Желанная встреча» — Мимолетности: 16-Dolente, 17-Poetico, 18-Con una dolce lentezza
10. «Финал» — Мимолетности: 19-Presto agitatissimo e molto accentuato, 20-Lento irrealmente

## История создания
«Мне очень нравились „Мимолётности“ Прокофьева, я понимал их. Он знал это и предложил мне превратить его „Мимолётности“ в вереницу зримых хореографических картин. Прокофьев решил разделить двадцать музыкальных миниатюр сюиты на десять единых по замыслу и смыслу музыкальных картин, после чего „Мимолетности“ приобрели последовательность единого действия, единый изобразительный стиль и рельефность отдельных эпизодов. Так произведения превратились в неразрывный и единый по форме одноактный балет»— Касьян Голейзовский
В «Мимолётностях» эротикой дышали сложные орнаментальные пластические композиции, с мимолётно меняющимися настроениями и движениями, которые переливались одно из другого. Голейзовский придумывает термин «эксцентрическая эротика» и под этим названием вскоре создаёт целую программу.
«Музыкальная программа „Мимолётностей“, несмотря на краткость эпизодов, составляет последовательное и своеобразное по изобразительной манере логическое чередование образов окружающего мира: событий, впечатлений, наиболее чётко запоминающихся жестов, ракурсов, движений. Всего, что зафиксировала память, что продиктовали часы, минуты, секунды, что запечатлели навсегда чувства, сердце, воображение, любопытство и наблюдательность.
Музыкальное кружево „Мимолётностей“ в целом является своего рода записью впечатлений, скопившихся в течение времени (лет, месяцев, дней, часов, минут), возникающих в памяти художника в моменты вдохновения — интуитивно».

## Экранизация
- в 1985 году — балет «Мимолётности» был заснят на киноплёнку